# Volkswagen ID. Buzz
Volkswagen ID. Buzz — аккумуляторный электрический минивэн производства Volkswagen, основанный на платформе MEB. Это первый серийный электрический минивэн от Volkswagen и часть серии ID.

## Описание
Впервые автомобиль был показан как концепт-кар на Североамериканском международном автосалоне 2017 года. Серийный автомобиль был представлен в марте 2022 года, производство началось в Германии в первой половине года, а европейские поставки — во второй половине года. Модификации: ID.Buzz (пассажирская) и ID. Buzz Cargo (грузовая). Продажи в США были намечены на 2024 год. ID.Buzz может иметь несколько вариантов силовых агрегатов: заднеприводный вариант, выдающий около 200 л. с., и топовый полноприводный, мощность которого приближается к 300 л. с. VW заявил, что ёмкости аккумуляторов ID.Buzz будут варьироваться от 48 кВт·ч до 110 кВт·ч, что обеспечит запас хода от 320 до 547 километров, а также утверждает, что, подключившись к быстрому зарядному устройству постоянного тока, водитель сможет получить 80% заряда всего за полчаса.
В салоне концепта три ряда сидений. Все они могут поворачиваться, разлагаться или сниматься. Режим вождения — автономный.
Вместимость составляет шесть или более человек. Пассажиры могут сидеть лицом друг к другу и вокруг стола, перемещающегося по салону по рельсам.

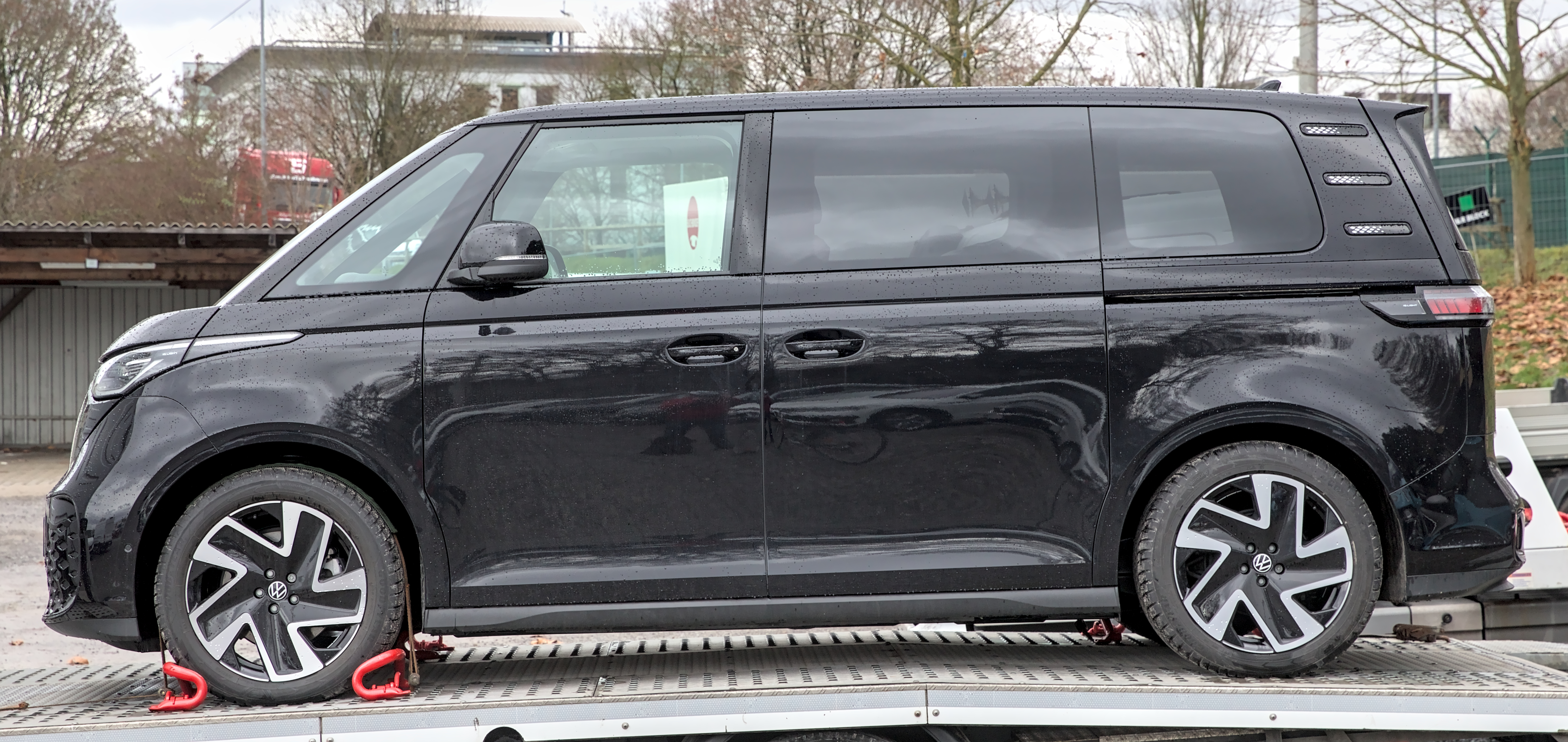
Вид сбоку
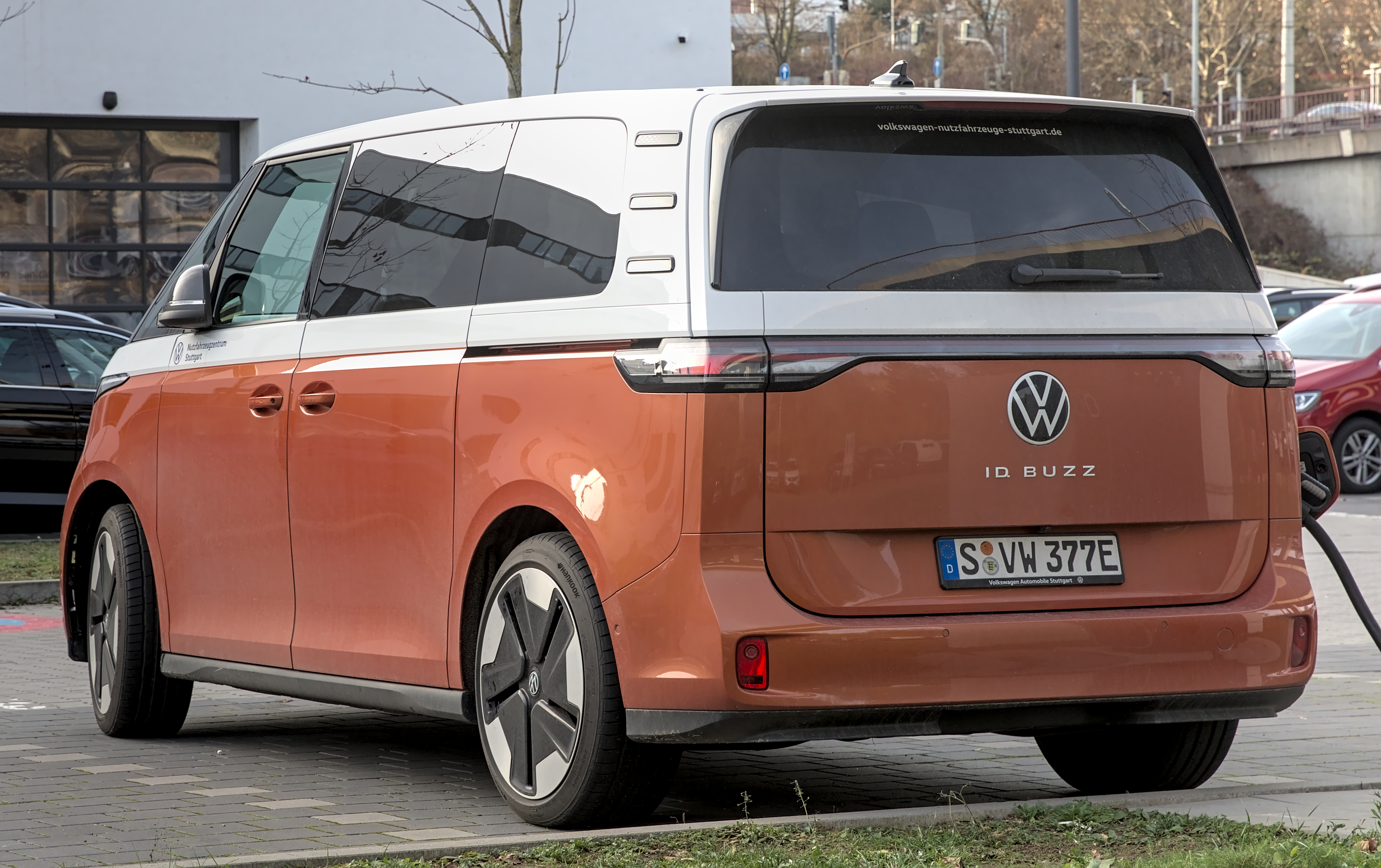
Вид сзади
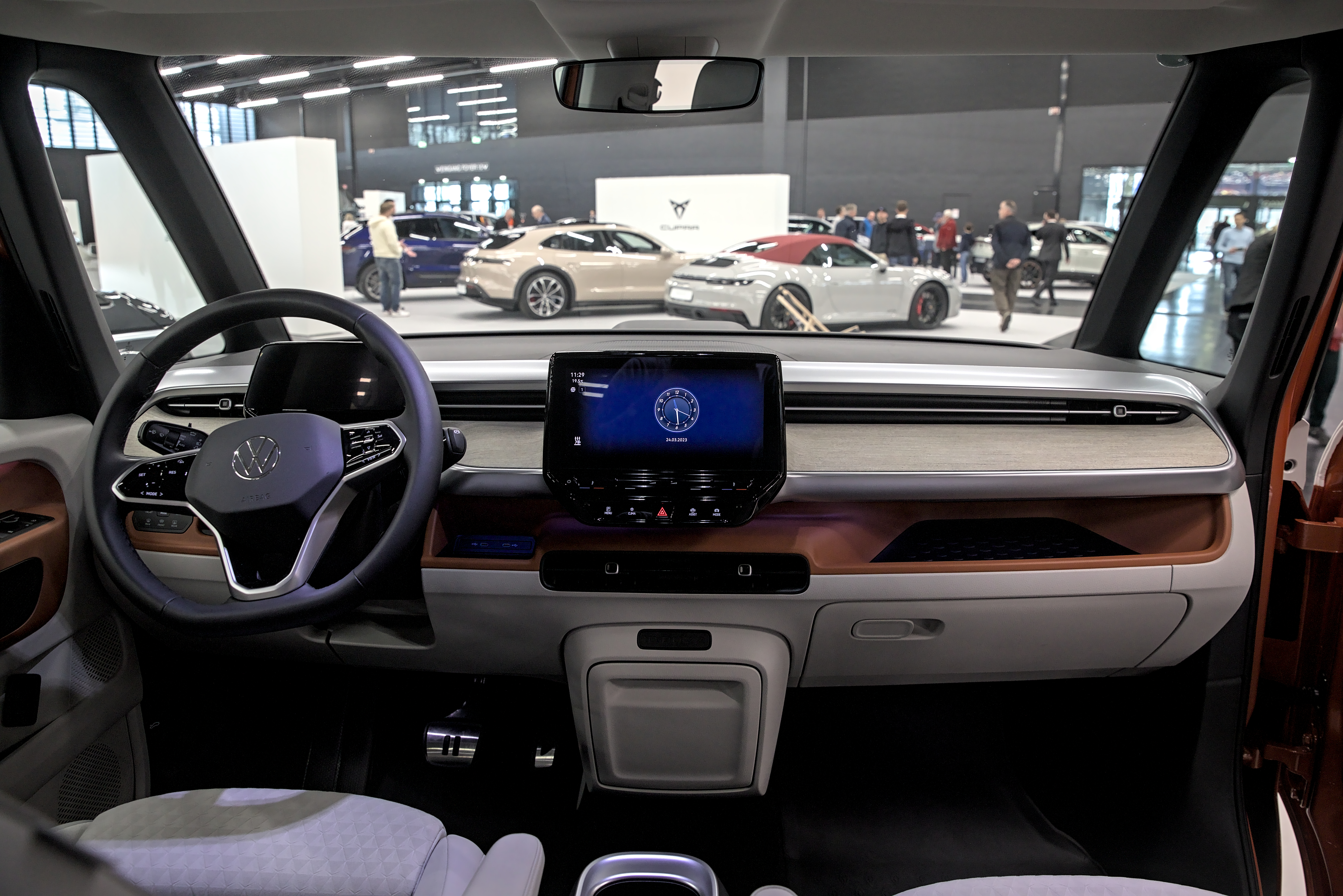
Интерьер